# Bill Gosper
R. William Gosper, Jr., conhecido como Bill Gosper (26 de abril de 1943), é um matemático e programador. Junto com Richard Greenblatt, pode-se considerar que ele fundou a comunidade hacker, e mantém o lugar de orgulho na comunidade Lisp. Também é reconhecido por seu trabalho em representações em frações continuadas de números reais, e por auxiliar no algoritmo (que leva seu nome) para achar formas aproximadas de identidades hipergeométricas.
Gosper recebeu sua graduação em matemática do Instituto de Tecnologia de Massachusetts (MIT) em 1965. Afiliado ao MIT AI Lab durante seus estudos, realizou muitos feitos na matemática computacional, o sistema MacLisp e HAKMEM do MIT. Fez grandes contribuições ao sistema Macsyma de álgebra computacional no MIT, posteriormente trabalhando com Symbolics e Macsyma, Inc. nas versões comerciais largamente aprimoradas.